# や、此は便利だ
『や、此は便利だ』（や、これはべんりだ）は、1913年に初版が発行された下中弥三郎（下中芳岳）の著書で、新語・慣用句・文字の便覧。日本初の新語辞典である。『や、便』と略された。
当初成蹊社から発行されたが、同社が倒産したため、下中は1914年に紙型を買い取り、自身の出版社「平凡社」を創業、そこから新版を販売し増補を重ね、100版・135刷以上の重版を続けた。2023年6月には、平凡社ライブラリーから復刊している（ISBN 9784582769470）。
1400語収録。うち789語が外来語。
シリーズ本に1916年の『算手必携 此は調法』（小沢啓太郎著）、1917年の『国民常識 詩歌民謡俚諺解』（下中著）がある。

## 影響
本書が版を重ねた例に続こうとして岡書院の岡茂雄が『広辞苑』を企画した。これに応じて平凡社は『大百科事典』を1931年に刊行した。